# Пайнгерст (Північна Кароліна)
Пайнгерст (англ. Pinehurst) — селище (англ. village) в США, в окрузі Мур штату Північна Кароліна. Населення — 17 581 особа (2020).

## Географія
Пайнгерст розташований за координатами 35°11′17″ пн. ш. 79°27′35″ зх. д. / 35.18806° пн. ш. 79.45972° зх. д. (35.188090, -79.459738).  За даними Бюро перепису населення США в 2010 році селище мало площу 37,70 км², з яких 36,17 км² — суходіл та 1,53 км² — водойми. В 2017 році площа становила 44,72 км², з яких 43,04 км² — суходіл та 1,68 км² — водойми.

## Демографія
Згідно з переписом 2010 року, у селищі мешкали 13 124 особи в 6047 домогосподарствах у складі 4170 родин. Густота населення становила 348 осіб/км².  Було 7634 помешкання (202/км²).
Расовий склад населення:
| - 92,8 % — білих - 3,8 % — чорних або афроамериканців - 1,3 % — азіатів - 0,4 % — корінних американців |

До двох чи більше рас належало 1,2 %. Частка іспаномовних становила 2,1 % від усіх жителів.
За віковим діапазоном населення розподілялося таким чином: 16,1 % — особи молодші 18 років, 46,2 % — особи у віці 18—64 років, 37,7 % — особи у віці 65 років та старші. Медіана віку мешканця становила 57,6 року. На 100 осіб жіночої статі у селищі припадало 87,2 чоловіків;  на 100 жінок у віці від 18 років та старших — 84,6 чоловіків також старших 18 років.
Середній дохід на одне домашнє господарство  становив 102 864 долари США (медіана — 74 849), а середній дохід на одну сім'ю — 123 143 долари (медіана — 90 071). Медіана доходів становила 74 619 доларів для чоловіків та 50 557 доларів для жінок. За межею бідності перебувало 1,8 % осіб, у тому числі 4,0 % дітей у віці до 18 років та 1,0 % осіб у віці 65 років та старших.
Цивільне працевлаштоване населення становило 5079 осіб. Основні галузі зайнятості: освіта, охорона здоров'я та соціальна допомога — 28,2 %, мистецтво, розваги та відпочинок — 15,6 %, науковці, спеціалісти, менеджери — 12,3 %, роздрібна торгівля — 9,3 %.